# Línea Rosa (Metro de Chicago)
La línea Rosa (en inglés: Pink line) del Metro de Chicago comúnmente conocido como Chicago "L", consiste en 22 estaciones. La línea inicia en la estación 54th/Cermak en Cícero a la estación The Loop  en el Centro de Chicago. La línea fue inaugurada el 25 de junio de 2006.

## Ruta actual
En la Línea Rosa, la que fue el "Ramal Douglas" inició en la 54 Avenida y Cermak Road en Cícero (5400 W. - 2200 S.). La línea corre al este a nivel de la calle en el derecho de vía, justo al norte paralelamente a Cermak Road, allí, desde la terminal continúa a alrededor a un cuarto de milla (400 m) al este de la avenida Cicero, después sigue diagonalmente al noreste hasta llegar a un corredor paralelo, adyacente a la Calle 21 y la Avenida Kostner. Después continúa hacia el este entre la calle 21 y la calle Cullerton, subiendo desde el nivel de la superficie a una estructura elevada, atravesando los barrios de North Lawndale,  Little Village y Pilsen, con paradas en Kostner, Pulaski, Central Park, Kedzie, California, Western y Damen. La línea gira hacia el norte cerca de la calle Paulina hasta detenerse en las calles 18 y Polk, después, cruza sobre el  Eisenhower Expressway (Interestatal 290) donde la Línea Azul opera. Luego la línea continúa en el Conector Paulina (Paulina Connector) para compartir las vías con la Línea Verde, con paradas en Ashland y Clinton, antes de que finalmente termine en el Loop en sentido de las manecillas del reloj.

### Cierre del Ramal Douglas de la línea Azul
El 27 de abril de 2008 el CTA inició un plan experimental de cesar el servicio de la línea Azul en el Ramal Douglas. Todo el servicio del Ramal Douglas ahora es la línea Rosa. El 4 de diciembre de 2008, el CTA decidió cerrar completamente el Ramal Douglas y hacer sus estaciones como parte de la línea Rosa de forma permanente.